# Jayme Tiomno

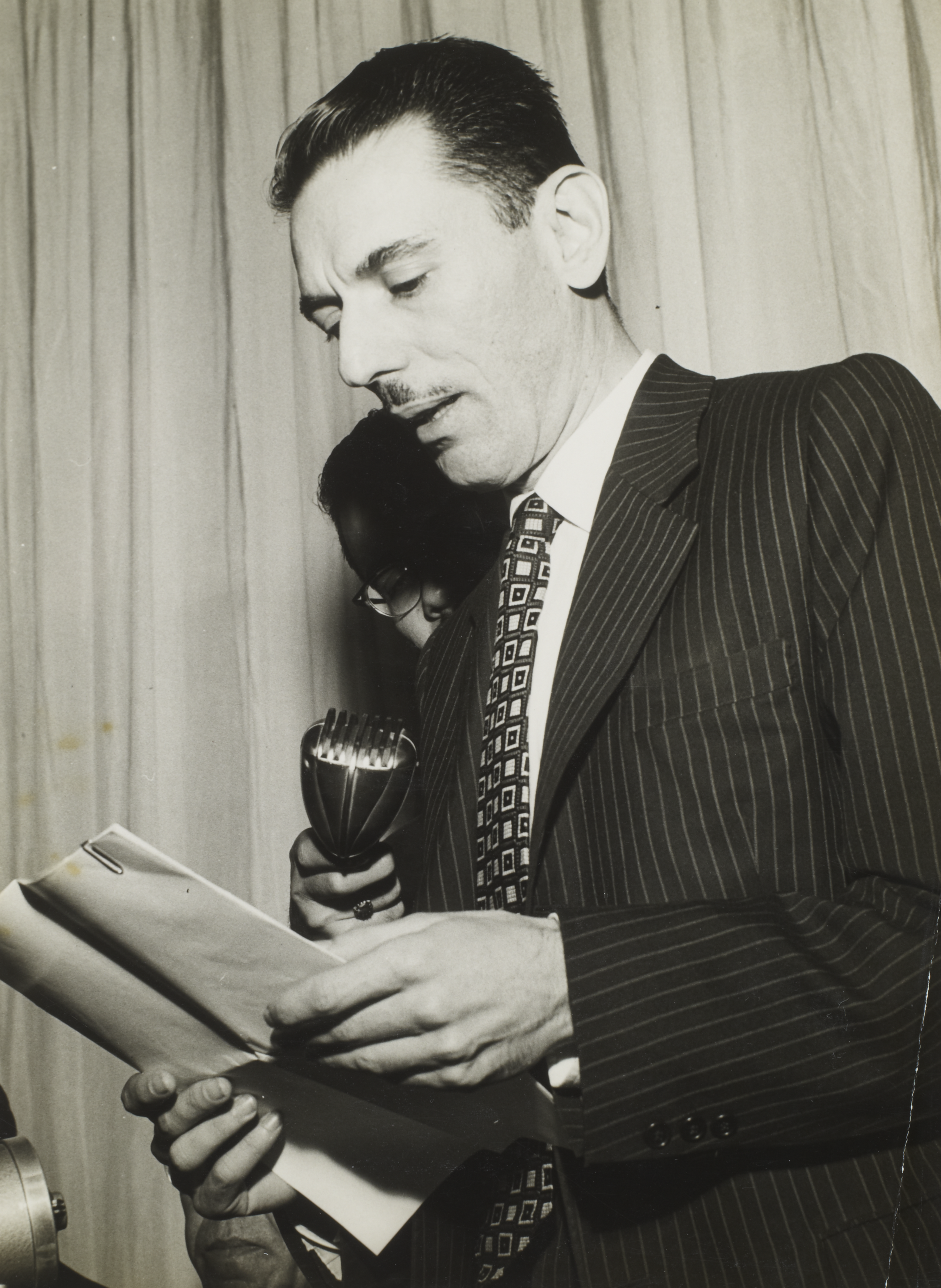
Jayme Tiomno

Jayme Tiomno (Rio de Janeiro, 16 april 1920 – aldaar, 12 januari 2011) was een Braziliaans experimentele en theoretisch nucleair fysicus. Hij was de zoon van een Russisch immigrant. Hij was lid van de Braziliaanse Academie voor Wetenschappen en van de Braziliaanse Orde van Wetenschappelijke Verdiensten. 